# Koprivnica (Novi Pazar)
Koprivnica település Szerbiában, a Raškai körzet Novi Pazar községében.

## Népességváltozás
- 1948-ban 41 lakosa volt.
- 1953-ban 48 lakosa volt.
- 1961-ben 60 lakosa volt.
- 1971-ben 56 lakosa volt.
- 1981-ben 40 lakosa volt.
- 1991-ben 23 lakosa volt.
- 2002-ben 12 lakosa volt, akik mindannyian szerbek.